# Utveckling av grupp och ledare
Utveckling av Grupp och Ledare (UGL) är en modell för grundläggande ledarskapsutbildning som skapats inom Försvarsmakten.

## Bakgrund
Ursprunget till UGL återfinns i USA, närmare bestämt i Fort Ord i Kalifornien i slutet av 1970-talet. Där hade det amerikanska försvaret utvecklat ett 16 veckor långt program för interna konsulter, som efter genomgången utbildning skulle arbeta som förändringsagenter och omforma ledarutbildningen inom hela amerikanska försvaret. Denna utbildning LMDC (Leadership and Management Development Course) blev med tiden obligatorisk för alla med ledarbefattning inom amerikanska försvaret. Den svenske psykologen Anders Risling – som då arbetade inom Svenska Försvaret – hörde talas om konsultprogrammet och reste till Fort Ord för att titta närmare på det. Han fann LMDC intressant och skaffade licens för att utveckla och bedriva den i Sverige. År 1978 genomförde han den första kursen i Sverige. Seppo Nyman från Försvarets rationaliseringsinstitut engagerade Dr Richard E Zackrison, en av dem som utvecklat programmet, att komma till Sverige för att genomföra ett pilotprogram, tillsammans med Anders Risling. UGL utvecklades sedan vidare av Anders Risling med hjälp av bland annat Richard E Zackrison och några av de konsulter som utbildats.

## Om utbildningen
UGL har uppdaterats och reviderats ett flertal gånger under årens lopp. Den första versionen kom 1981, följes raskt av version 1984, därefter version 1991. Det prövades en version 1995-1996 för att följas av version 2000. Försvarshögskolan har nu utvecklat version 2008. I denna version, UGL 2008, har aktuell forskning inarbetats i kurs och handledarmaterialet genom samarbete med olika universitet och högskolor samt med handledare och andra inom området verksamma psykologer och forskare. UGL 2008 och UGL 2008 version 2010 är kvalitetssäkrat och granskat så att det uppfyller vetenskapliga krav av för Försvarshögskolan. Vetenskaplig granskning har utförts av professorn i klinisk psykologi vid Karolinska Institutet i Stockholm, Christer Sandahl. 
Kursmaterialet UGL har under 2010-2016 uppgraderats och föreligger nu i version 2016. 
Idag sker utbildning enligt UGL-konceptet såväl inom som utom försvaret.
Konceptet UGL ägs, förvaltas och utvecklas av forskare och erfarna handledare i Försvarshögskolans regi.

## Utbildningens innehåll
Utbildningen grundar sig framförallt på den amerikanska psykologiforskaren Susan Wheelans IMGD-teori (Integrated Model of Group Development) om arbetslags utveckling och mognad. I huvudsak så är IMGD en livscykelmodell med inslag från andra modeller inom grupputvecklingsområdet. Som i det mänskliga livet har vissa psykologiska frågor sin bestämda plats i utvecklingen av gruppen. Teorin visar på förloppet i gruppens utveckling och de olika stadierna denna sker i. Gruppens utveckling är stadievis och gruppen kan komma att passera alla stadier under sin utveckling eller "fastna" i någon under sin existens.
UGL genomförs under fem sammanhållande dagar i internatform med minst 8 och högst 12 deltagare som inte känner varandra (främlingsgrupp). UGL leds av två handledare som har avtal med Försvarshögskolan.

## UCL
I anslutning till lanseringen av UGL 2008 har organisationen UCL-Konceptet valt att fortsätta med utbildning av ett koncept som baseras på UGL 2000 under namnet UCL - Utbildning av Chefer och medarbetare i Ledarskap.